# Cratere Evdokimov
Evdokimov è un cratere lunare di 48,88 km situato nella parte nord-orientale della faccia nascosta della Luna, a est del cratere Evershed e a ovest-sudovest del cratere Gadomski.

## Descrizione
Eroso e consumato con un bordo esterno poco distinto che è poco più di una piccola cresta che sporge dalla superficie. Il bordo è più definito nei lati occidentali e orientali. Lungo la parete interna di nordest è presente un piccolo cratere con un'albedo alta, circondato da materiali espulsi (ejecta) di colore chiaro. Il fondo è senza caratteristiche di rilievo, tranne il bordo poco distinto di qualche piccolo cratere che segna la superficie.
Il cratere è dedicato all'astronomo sovietico Nikolaj Evdokimov. 

## Crateri correlati
Alcuni crateri minori situati in prossimità di Evdokimov sono convenzionalmente identificati, sulle mappe lunari, attraverso una lettera associata al nome.
| Evdokimov | Coordinate             | Diametro (in km) |
| --------- | ---------------------- | ---------------- |
| G         | 33°42′36″N 150°39′00″W | 48,02            |
| N         | 31°31′48″N 153°45′00″W | 25,01            |